# Korgas
Korgas (kasachisch قورعاس قالاسى Qorğas Qalası; uigurisch قورغاس شەھىرى Ⱪorƣas Xəⱨiri; chinesisch 霍尔果斯市, Pinyin Huò’ěrguǒsī Shì) ist eine kreisfreie Stadt im Kasachischen Autonomen Bezirk Ili des Uigurischen Autonomen Gebiets Xinjiang in der Volksrepublik China. Andere Schreibweisen sind Horgos und Khorgos.

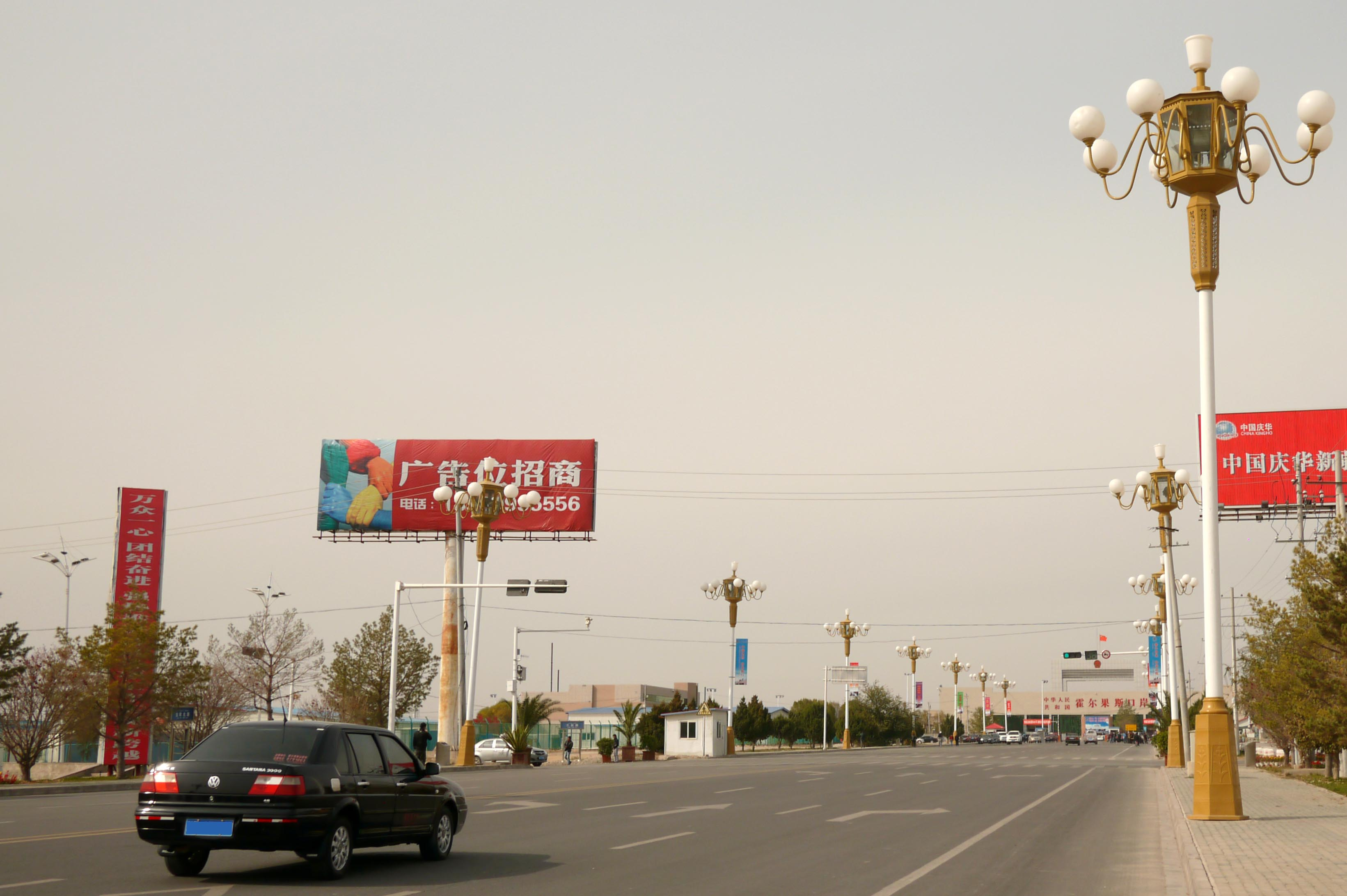
Die chinesisch-kasachische Grenze bei Korgas, 2012

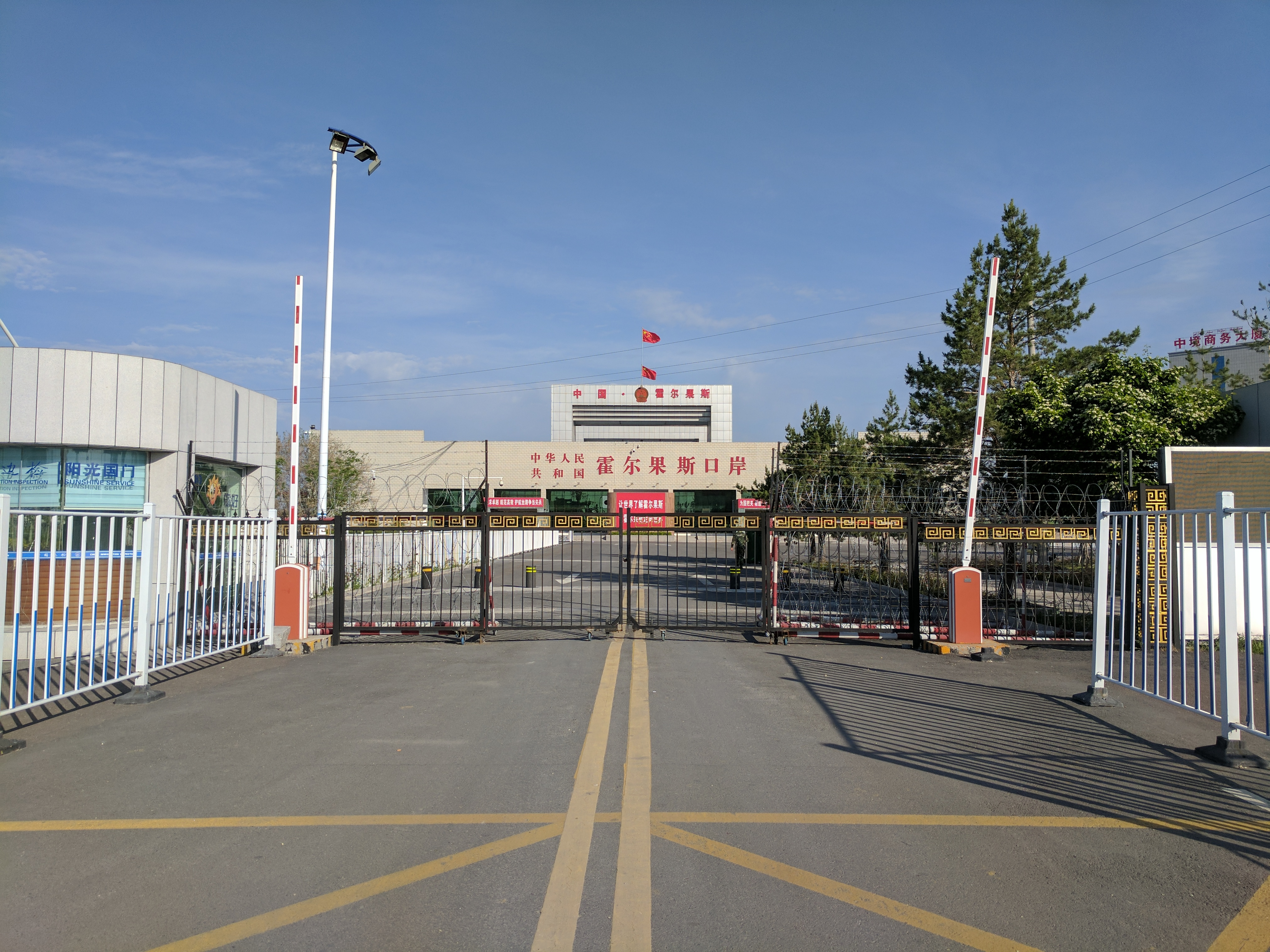
Grenzanlage bei Korgas, 2017

Korgas wurde auf Beschluss des Staatsrats der VR China am 26. Juni 2014 gegründet. Dabei wurden folgende Flächen aus dem Kreis Huocheng ausgegliedert und zur neuen kreisfreien Stadt zusammengefasst:
- Gemeinde Iche Gashan (伊车嘎善乡),
- Weideplatz Mohur (莫乎尔牧场),
- Grenzstation Korgas (霍尔果斯口岸) an der Grenze zu Kasachstan,
- Produktions- und Aufbaukorps Nr. 61 (兵团61团),
- Produktions- und Aufbaukorps Nr. 62 (兵团62团).

Korgas hat eine Fläche von ca. 1.900 km² und hatte 2014 etwa 85.000 Einwohner.
Die Stadt liegt an der Grenze zu Kasachstan und wird von China im Rahmen des Konzepts „One Belt, One Road“ zu einem internationalen Logistik- und Handelsknotenpunkt und damit zu einem wichtigen Grenzübergang ausgebaut, hierzu wurden bis 2016 mehr als 3 Milliarden US-Dollar investiert. Auf 5.740 ha wurde 2016 der Güter-Umschlagsplatz „Khorgos-East Gate“ fertiggestellt – er wird auch als „Trockenhafen“ bezeichnet und umfasst auch eine Freihandelszone.
Zwei chinesische Unternehmen haben 49 Prozent der Anteile am „Khorgos-East Gate“ übernommen, darunter der weltgrößte Marinelogistiker COSCO.
Räumlich getrennt wurde die Grenzstation Korgas zu einem wichtigen Eisenbahnübergang im Verkehr mit Europa ausgebaut. Ende 2012 wurde die 293 km lange Bahnstrecke Alatau–Korgas (bei Almaty) in Betrieb genommen, die China über Moskau mit Westeuropa verbindet. In Korgas und in seinem kasachischen Gegenüber Altynkol (russisch Алтынколь) werden Container mit großen Portalkränen von den Zügen mit chinesischer Normalspur (1435 mm) auf Züge mit der in Kasachstan und Russland üblichen Breitspur (1520 mm) verladen. Seit 2017 gibt es Personenzüge zwischen Ürümqi, Korgas und Astana.
Im Jahr 2011 wurden 2000 Container umgeschlagen. In Korgas können (Stand 2018) 100.000 Standardcontainer im Jahr umgeschlagen werden; langfristig soll die Zahl auf 500 000 steigen.